# Стаут, Арчи
Арчи Стаут (англ. Archie Stout; 30 марта 1886 — 10 марта 1973) — американский кинооператор. Лауреат премии «Оскар» за лучшую операторскую работу в фильме «Тихий человек».

## Биография
Родился 30 марта 1886 года в штате Айова, США. С 1921 года начал работать в кино. Известен по фильмам «Десять заповедей», «Форт Апачи», «Оскорбление» и «Тихий человек». Работал во второй бригаде операторов на съёмках фильмов «Ураган», «Ребекка», «Она носила жёлтую ленту», «Фургонщик», «Рио-Гранде» и «Нечто из иного мира». Последней работой Арчи Стаута в кино стала картина 1954 года «Великий и могучий» кинорежиссёра Уильяма Уэллмана.
Умер 10 марта 1973 года в Лос-Анджелесе, США.

## Избранная фильмография
- 1923 — Десять заповедей / The Ten Commandments (реж. Сесил Б. Демилль)
- 1944 — Тёмные воды / Dark Waters (реж. Андре Де Тот)
- 1948 — Форт Апачи / Fort Apache (реж. Джон Форд)
- 1950 — Оскорбление / Outrage (реж. Айда Лупино)
- 1952 — Тихий человек / The Quiet Man (реж. Джон Форд)
- 1953 — Хондо / Hondo (реж. Джон Фэрроу)

## Награды
- Лауреат премии «Оскар» 1953 года совместно с Уинтоном Хоком за лучшую операторскую работу в фильме «Тихий человек»[4]

- Лауреат кинофестиваля в Локарно в 1948 году за операторскую работу в фильме «Форт Апачи»[5]